# The Island of Doctor Agor
 (février 2024).
Si vous disposez d'ouvrages ou d'articles de référence ou si vous connaissez des sites web de qualité traitant du thème abordé ici, merci de compléter l'article en donnant les références utiles à sa vérifiabilité et en les liant à la section « Notes et références ».
Pour plus de détails, voir Fiche technique et Distribution.
The Island of Doctor Agor est un court métrage américain écrit et réalisé par Tim Burton, alors âgé de 13 ans. Il est sorti pour la première fois aux États-Unis le 4 avril 1971.
Il s'agit d'une adaptation du récit de science-fiction L'Île du docteur Moreau de l'auteur H. G. Wells, publié en 1896. 

## Anecdotes
Le court métrage de Tim Burton a été filmé avec une caméra Super 8 et on peut noter la présence d'amis de Burton.